# Nova Mamoré
Nova Mamoré est une municipalité brésilienne située dans l'État du Rondônia.